# Lobloch
Lobloch is een plaats in de gemeente Neustadt an der Weinstraße in de Duitse deelstaat Rijnland-Palts.
Diedesfeld · Duttweiler · Geinsheim · Gimmeldingen · Haardt · Hambach · Königsbach · Lachen-Speyerdorf · Lobloch · Mußbach · Winzingen